# Winfried Offele
Winfried Offele (* 1939 in Wanne-Eickel) ist ein deutscher Kirchenmusiker, Komponist und Autor. Er war u. a. an Pfarreien in Duisburg und Essen (St. Markus) als Organist und Chorleiter tätig, zeitweilig Dekanatskantor und Mitglied der Bischöflichen Kommission für Kirchenmusik im Bistum Essen. Er ist Komponist von geistlicher Chormusik und Gemeindeliedern sowie Verfasser von geistlichen Liedtexten.
Offele studierte katholische Kirchenmusik an der Folkwang-Hochschule in Essen (u. a. Chorleitung bei Karl Linke) und schloss das Studium mit dem A-Examen ab.
Im Rahmen seiner beruflichen Tätigkeit setzte er sich seit den 1970er Jahren mit dem Neuen Geistlichen Lied auseinander und war Referent auf entsprechenden Fachtagungen für z. B. Priester, Lehrer und Jugendchöre. Ihnen gab er Kriterien an die Hand, neue geistliche Lieder zu beurteilen und richtig einzusetzen. Er schrieb viele Chor- und Instrumentalsätze für den Gottesdienst und erweiterte neue Lieder zu Chorwerken und Kantaten. Dabei arbeitete er besonders mit Kindern und Jugendlichen. Er ist Mitherausgeber der Liederbücher Halleluja des Bistums Essen, war Gründer und Leiter eines Diözesanjugendchores (Papstmesse in Gelsenkirchen 1987), Mitglied der Liedkommission und Leiter des Arbeitskreises Gesänge von heute bei der Herausgabe des Einheitsgesangbuchs Gotteslob 1975.

## Werkverzeichnis (Auswahl)
- Dickmilch Pompös. Singspiel.
- Das ungeliebte Gesangbuch. Plädoyer für ein besseres „Gotteslob“. Lang, Frankfurt am Main 1979, ISBN 3-8204-6349-6.
- Ecce Advenit. Oratorium zum Advent für 7 Chöre & Orchester. 2010.
- „Danke gleichfalls“. Gegen die Banalisierung der Liturgie. R. G. Fischer, Frankfurt am Main 2011, ISBN 978-3-8301-1392-8.
- Heilig, heilig für vierstimmigen gemischten Chor und Orgel. Musikverlag Christoph Dohr, 2016, ISMN 979-0-2020-3457-6 (Suche im DNB-Portal).
- Kirchenlieder, hinterfragt: Gesänge des Gotteslob 2013 zwischen Nr. 81 und Nr. 566 unter der Lupe, und im Anhang weitere Liedtexte. edition fischer, Frankfurt am Main 2020, ISBN 978-3-86455-198-7.